# 奥迪
奥迪公司是一家德國汽車公司，主要從事豪華汽車、超級跑車、大型重機的設計、研發、製造和銷售，為福斯集團全資的子公司。總部位於德國巴伐利亞邦城市英戈爾施塔特。奧迪品牌旗下的車輛在全球九個生產基地生產。
奧迪公司的起源很複雜，歷史可以追溯到20世紀初，最一開始的企業（Horch & the Audiwerke）是由工程師奧古斯特·霍希所創立。1932年，與另外兩家汽車廠牌（DKW和Wanderer）合併組成汽車聯盟。現代的奧迪基本上是復興於1960年代，當時福斯集團從賓士手上收購了汽車聯盟（Auto Union）所有權，並在1965年推出奧迪F103系列後才正式重啟奧迪品牌。福斯集團於1969年將汽車聯盟與NSU合併，組成了現代的奧迪公司（Audi AG）。
奧迪公司名稱來自創辦人奧古斯特·霍希（August Horch）姓氏的拉丁語。「Horch在德語中的意思為「聆聽」，拉丁語同義詞則為「Audi」。而奧迪的四環標誌，當中四個環分別代表了組成汽車聯盟的四家汽車廠牌。奧迪品牌標語為：「Vorsprung durch Technik」，中文白話意思是「以科技維持領先」。奧迪和宝马以及賓士並列為世界上最暢銷的三家豪華汽車品牌。

## 歷史

### 公司的創建與命名
汽車製造公司Wanderer 最初成立於 1885年，它後來成為了現代奧迪公司（Audi AG）的源頭之一。而另一間為戈特利布·戴姆勒提供四輪車底盤的 NSU 也在同個時期成立，NSU 最終也併入了奧迪。
1899年11月14日，奧古斯特·霍希在科隆的 Ehrenfeld 區成立了 A. Horch＆Cie. 公司。1902年，他遷廠至福格特蘭地區賴興巴赫。1904年5月10日，他在薩克森邦的茲威考成立了股份制企業 August Horch & Cie. Motorwagenwerke AG。
在幾次與自家Horch公司的首席財務官發生激烈爭執後，奧古斯特·霍希離開了自己所創立的Horch公司，並於 1909年7月16日在茲威考另起爐灶成立了他的第二家公司 August Horch Automobilwerke GmbH。他的前合夥人提起訴訟告他侵犯商標權。位於萊比錫的德國最高法院最終裁定，Horch這個品牌名稱屬於他的前公司。
由於奧古斯特·霍希被禁止在他的新車中使用 Horch作為產品名，因此他召集了來自茲威考的商業夥伴 Paul 和 Franz Fikentscher一起共商對策。他們在 Franz Fikentscher 的公寓裡開會，討論新公司命名。會議期間，Franz 的兒子剛好在房間的一個角落裡安靜地學習拉丁語，他看起來似乎欲言又止，直到最後他終於脫口而出：「父親，audiatur et altera pars... 用奧迪（Audi）來代替霍希（Horch），會不會是一個好主意呢？」因為「Horch」在德語中代表「傾聽！」或「聆聽」，而拉丁語「Audire」的命令形式「Audi」同樣是「傾聽！」的意思。參與這場會議的每個人都非常贊同這個主意，1910年4月25日，Audi Automobilwerke GmbH Zwickau（於1915年改名為 Audiwerke AG Zwickau）正式於茲威考的法院完成登記註冊。
同年世上第一輛以奧迪命名的汽車 Audi Type A（動力規格：10/22 匹馬力、16 kW）Sport-Phaeton 正式誕生，改良的後繼車款 Audi Type B（動力規格：10/28 PS）也在同一年出廠。
奧迪最早開發的汽車引擎為裝載在 Audi Type A上的2,612 c.c.直列四缸引擎，並逐步開發出3,564 c.c.、4,680 c.c.和 5,720 c.c.的型號。配備這些引擎的奧迪車輛，在當時的賽車運動中也獲得佳績。而奧迪第一款直列六缸引擎則是誕生於 1924年的Type M 引擎，排氣量為4,655 c.c.。
奧古斯特·霍於於1920年離開了他所創立的 Audi 公司，前往德國交通部擔任高級文官，但他仍然是奧迪公司董事會的董事之一。1921年9月，奧迪推出了 Type K 左駕車，成為第一家量產左駕汽車的德國汽車製造商。在 1920年代，左駕車成為了全球汽車產業的主流規格，因為它能提供更好的迎面視野，使超車變得更加安全。

### 四環標誌下合併的四家車廠
1928年8月，Dampf-Kraft-Wagen（DKW）的老闆 Jørgen Rasmussen 收購了 Audiwerke AG 大多數股份。同年，Rasmussen 還購買了美國汽車製造商 Rickenbacker 所有資產，包括該公司的 8 缸引擎製造設備。這些 8 缸引擎後來用於 1929年推出的 Audi Zwickau 和 Audi Dresden 車型。與此同時，DKW 也生產製造六缸和四缸引擎的車款（Audi Type P 則使用了寶獅的四缸引擎）。在那個年代，奧迪車款都是配備特殊車身的豪華汽車。
1932年，Audi與Horch、DKW、Wanderer 正式合併，在肯尼茲成立了汽車聯盟公司（Auto Union AG）。正是在這一時期，汽車聯盟提供了 Audi Front 這輛首款將六缸引擎與前輪驅動相結合的歐洲車。它使用了 Wanderer 研發的傳動系統，但加以改良並轉向 180 度，將驅動軸面向前方。
在第二次世界大戰爆發之前，汽車聯盟使用了四個相互連接的圓環作為標誌，以代表四家整合的廠牌，而這也是現代奧迪公司（Audi AG）標誌的雛形。但另一方面，四環標誌在那個時期通常只用於汽車聯盟（Auto Nation）賽車車款，而四家廠牌當時仍各自使用自家的名稱和標誌來推出車款。聯盟發展到後期，技術的開發變得越來越集中，一些奧迪車款也裝配了Horch或Wanderer研發製造的引擎。
由於動盪年代的經濟壓力，汽車聯盟於 1930年代逐漸將重心放在小型汽車市場上。也因為這一轉變，到了 1938年，汽車聯盟旗下的DKW廠牌已經佔德國汽車市場總銷量的 17.9％，而高價的豪華汽車廠牌奧迪銷量卻僅佔 0.1％。最終在1939年完成一批少量的奧迪車款交貨之後，奧迪這個品牌消失在新車市場中二十多年。

### 第二次世界大戰後
跟德國大多數製造業一樣，當第二次世界大戰爆發時，汽車聯盟的廠房被徵用並改造為軍事生產設施，並且成為了戰爭期間盟軍轟炸的目標，這使得工廠遭到嚴重破壞。
1945年，根據蘇聯陸軍頒布的行政命令，蘇聯軍隊佔領了這些德國工廠，並拆解工廠，作為戰爭賠款的一部分。此後，汽車聯盟的全部資產皆被沒收。1948年8月17日，總部位在肯尼茲的汽車聯盟公司（Auto Union AG）於官方商業登記冊中被刪除。這些行動導致了德國的汽車聯盟公司被正式清算解散。少部分在茲威考地區殘存的奧迪工廠的變成了人民企業（VEB）以及茲威考汽車公司（AWZ，英語：Automotive Works Zwickau）。
由於在蘇聯控制的東德地區沒有繼續生產車輛的未來，汽車聯盟的高層們開始將公司剩下的資產及設備轉移到西德。1945年下半年，最終選址在巴伐利亞邦英戈爾施塔特，逐步開啟了零組件的生產業務。最終在1949年成為了改組後的汽車聯盟總部。
而位於茲威考的前奧迪工廠於1949年重啟組裝戰前的車款。這些 DKW 車型被重命名為 IFA F8 和 IFA F9，與西德的版本相似。西德和東德的車款都配備了著名的 DKW二行程循環引擎。茲威考（Zwickau）的工廠在東德時期一直生產臭名昭彰的 Trabant。從 1945年直到1991年被福斯集團併購，茲威考廠區才又再次回歸到與奧迪同屬一個集團之中。

### 新汽車聯盟
在德國巴伐利亞邦政府的貸款和美國馬歇爾計劃共同援助下，總部位於西德的新汽車聯盟在英戈爾施塔特正式成立。改制後的公司成立於1949年9月3日，並且延續了DKW生產配備二衝程引擎前輪驅動車輛的傳統。也包括在英戈爾施塔特生產小型但耐用的 125 cc 摩托車和 DKW 貨車 DKW F89 L。英戈爾施塔特的廠區佔地廣大，加上有許多很適合做為行政辦公以及車輛倉儲的前軍事建築群，但是在這個階段，英戈爾施塔特還沒有適合大規模生產汽車的專用工廠：用於製造該公司戰後第一批一般民用汽車，所以此時期汽車聯盟在杜塞多夫向萊茵金屬公司租用了廠房。經過長達十年的努力，汽車聯盟吸引了新的投資者，獲得資金在英戈爾施塔特總部建設大型的汽車工廠。
1958年，戴姆勒·賓士公司為了回應來自他們最大單一股東弗里德里希·弗利克（Friedrich Flick）的壓力，買下了汽車聯盟公司 87％ 的股份，隔年持股比例增加到了 100％。不過戴姆勒·賓士公司對於製造小型二衝程汽車並不感興趣，也不符合該公司的利益。雖然 1960年代初期戴姆勒·賓士公司曾經宣布將投資巨額資金建立新的汽車聯盟先進工廠，用來生產最新型的梅賽德斯車款，但該公司略顯過時的車型，讓銷量在當時並沒有像競爭對手福斯汽車或歐寶一樣，受益於 1960年代初期的經濟繁榮。由於戴姆勒·賓士公司缺乏從汽車聯盟獲利的能力，後來不得不將其出售。諷刺的是，當賓士出售汽車聯盟時，出售的標的物還包含了一個大型的新廠房和即將投入生產的現代四行程循環引擎技術，這等同提供給汽車聯盟的新東家絕佳的營利成長工具；而福斯集團在買下汽車聯盟之後，不再使用汽車聯盟或DKW廠牌名稱來生產新車款，而是在1965年將汽車聯盟旗下已停擺長達25年的豪華汽車廠牌：奧迪復興。
1964年，福斯集團購入了汽車聯盟公司一半的股份，其中包括英戈爾施塔特的新工廠、DKW和奧迪兩個品牌以及由戴姆勒·賓士公司出資研發的新式引擎專利權。而作為回報，戴姆勒·賓士公司則能夠保留當時已處於休眠狀態的霍希（Horch）商標和杜塞多夫（Düsseldorf）的工廠，杜塞多夫廠區後來成為了賓士旗下客貨商用車的組裝工廠。18 個月後，福斯集團買下了對英戈爾施塔特廠區的全部所有權，直到1966年為止，福斯汽車每年都利用英戈爾施塔特廠區的閒置產能來組裝生產 60,000部的福斯金龜車。二行程循環引擎在1960年代已經變得不太受歡迎了，越來越多的消費者被加速更平順的四行程循環引擎所吸引。1965年9月，DKW F102 搭載了四行程循環引擎，並將車款的前後外觀都進行了改款更新。但福斯集團最終還是放棄了DKW]品牌，因為它的形象與二行程循環技術緊密結合，而在公司內部將F102 型號改為F103，並且簡單地改以 Audi F103 來為車款命名並行銷。而後來新開發的車款都用馬力數據來命名，以奧迪60、75、80和Super 90 等車型名稱進行銷售，這樣的車款命名方式持續到1972年才告一段落。最初，福斯汽車對於汽車聯盟其實是不懷好意的，福斯並不希望汽車聯盟自行開發新的車款，收購汽車聯盟只是為了想要取得英戈爾施塔特廠區的產能來提高自身的總產能。這一點，可以從當時福斯汽車公司高層曾一度下令，將四環標誌、旗幟和汽車聯盟的名稱都從廠區建築物中移除而獲得證實。後來福斯汽車總裁亨氏·諾德霍夫（Heinz Nordhoff）甚至明令禁止汽車聯盟進行任何產品的進一步開發。由於擔心福斯汽車並對奧迪品牌經營欠缺長遠規劃，路德維格·克勞斯（Ludwig Kraus）領導汽車聯盟工程師團隊，在福斯高層不知情的情況下秘密開發了奧迪100 車型。當汽車聯盟團隊向高層展示奧迪100原型車時，諾德霍夫印象非常深刻，這也成功說服他授權將這輛車投入量產，於1968年正式問世，而奧迪100 也確實在市場上取得了巨大成功。至此，奧迪品牌終於有如浴火鳳凰般重生，隨後在 1972年推出了第一代奧迪 80 車型。奧迪 80 也反過來成為了福斯汽車開發新型前輪驅動水冷式車型的模範，這些福斯的新車款於 1970年代中期在市場上首度公開亮相。
1969年，汽車聯盟與位於斯圖加特附近內卡蘇爾姆的NSU合併。在 1950年代，NSU 一直是世界上最大的摩托車製造商，但後來開始生產 NSU Prinz 之類的小型車，其 Prinz TT 和 Prinz TTS 車款至今仍是相當受歡迎的復古賽車。後來NSU採納了菲力斯·汪克爾（Felix Wankel）的想法，開始專注於開發新型的轉子引擎。1967年新推出的 NSU Ro 80 在空氣動力學，輕量化和安全性等各方面技術細節，都遙遙領先、超越當代思維。但是，轉子引擎的磨齒問題終結了 NSU 的獨立性。現在，內卡蘇姆廠區被用於生產較大車型奧迪車款，例如：奧迪A6 和奧迪A8 車型。內卡蘇爾姆廠區也是 Audi Sport GmbH（2016年11月前為 quattro GmbH）的所在地，專責開發和生產奧迪的高性能車款：奧迪R8 和 RS 系列。

### 近代
合併後的新公司 Audi NSU Auto Union AG 正式成立於 1969年1月1日，總部設在 NSU 的內卡蘇爾姆廠區，這是自二戰爆發以來，奧迪首度再次作為獨立品牌出現。福斯集團在 1970年代以當時奧迪品牌推出的新車款向美國市場進軍。同年，NSU 一直在研究開發中型車款 K70，原本是打算作為在後置引擎的NSU Prinz和具有未來風格的NSU Ro 80之間，另推一款NSU K70來搶佔市場，但後來 K70 被改以福斯品牌旗下車款 Volkswagen K70 的形式推出。
1968年推出 奧迪100後，接著在1972年推出奧迪80／Fox（也成為後來1973年福斯Passat 的開發基礎），隨後1974年又推出了奧迪50（後改名為福斯Polo；也成為後來奧迪A1的開發基礎）。奧迪50具有開創性的設計，因為它造就了後來福斯Golf／Polo 的開發概念，也可以說是奧迪A3／A1 的前代化身，後來在世界各地的汽車市場取得了巨大的成功。最終，奧迪80 和奧迪100（分別是奧迪A4和奧迪A6的前身）成為了奧迪公司的主力銷售產品，而逐漸衰落的NSU品牌車系上僅剩少量投資。1973年NSU Prinz 車型被終止，而帶有致命缺陷的NSU Ro80也於1977年停產，這等同宣告了 NSU 品牌的正式結束。隨著 1970年代的發展，奧迪100的生產基地從英戈爾施塔特順利地轉移到內卡蘇爾姆，並且於 1976年發表第二代 C2 版本，自此所有奧迪100的生產都已落腳在前 NSU 的工廠進行。也是從這時起，內卡蘇爾姆廠區被定位為奧迪旗艦車型的生產基地。
在 1970年代末期，奧迪的品牌形象是偏向保守的，為此，底盤工程師約爾格·本辛格（JörgBensinger）提出的一項建議被公司所接受了：將福斯 Iltis 軍用車款的四輪驅動技術加以研發改良，用於打造奧迪高性能車款及拉力賽賽車。1980年推出的高性能車款被命名為 Audi Quattro，這是一款渦輪增壓雙門轎跑車，也是德國首款透過中央差速器實現恆時四輪驅動的量產車。這輛跑車也常被稱為 Ur-Quattro（Ur- 前綴代表德文中強調「始祖」的意思，也適用於第一代奧迪 S4 和 S6 運動化高性能轎車，它們被稱為 UrS4 和 UrS6），這些車輛被少量生產（全部由單一個團隊手工打造），但它們都在拉力賽中取得了空前的成功。彪炳的賽道戰績更證明了全輪驅動賽車的可行性，也讓奧迪的品牌名稱與先進的汽車科技關聯在一起。
1985年，汽車聯盟和NSU兩個品牌正式宣告終結，公司的官方名稱縮減為當前使用的 Audi AG。與此同時，奧迪公司總部遷回了英戈爾施塔特並成立了兩個新的全資子公司：Auto Union GmbH 和 NSU GmbH，用以保留並管理這兩個原始組成公司的歷史商標和智慧財產權，同時也兼管奧迪品牌本身的文化資產。而這當中的例外是Horch品牌，當時Horch品牌的所有權仍掌握在戴姆勒·賓士（Daimler-Benz）手中。
1986年，與福斯Passat相同底盤基礎開發的奧迪80開始發衍生出一種「老人的車」形象時，新型的Type 89 被推出。這款全新的Type 89車型創下了銷售佳績。然而，它摩登且充滿活力的外觀，掩蓋了它引擎性能相對低階的事實，內裝基本套件也是相對較陽春的（甚至車側後視鏡還被列為選配）。1987年，奧迪進一步推出了一款新穎且非常優雅的奧迪90，其內裝等級和基本套件相較Type 89改善許多。在 1990年代初期，奧迪80系列的銷售逐漸呈現低迷狀態，一些基本架構品質的問題也開始浮上檯面。
21世紀初期，奧迪從德國的賽道上出發，競逐並保持了多項世界紀錄，例如最高的速度與耐力紀錄。致力於賽車場上的成就，完整傳承了汽車聯盟於1930年代憑藉著銀箭賽車（Silver Arrows）寫下叱吒賽道紀錄的精神。
1990年代初期，奧迪也開始將其目標市場回歸到高端的豪華汽車市場，以與德國的另外兩家汽車製造商：Benz和BMW展開競爭。而這一切的開端就始於 1990年發表的奧迪V8。它採用了原本裝配於 Audi 100/200 的新款引擎，但車身有顯著的差異，最明顯的是崁入引擎蓋的新式水箱護罩。
截至1991年，奧迪旗下擁有了採四缸引擎的奧迪80，五缸的奧迪90 和奧迪100，渦輪增壓引擎的奧迪200 和奧迪V8，還有 80/90 的雙門轎跑車（Audi Coupé）版本，配備了四缸和五缸引擎。
儘管五缸引擎是一款成功且強大的動力裝置，但它有點不太符合當時目標市場所需的設定。隨著 1992年全新奧迪100的上市，奧迪推出了 2.8 升的 V6引擎。這款引擎也被用於改款的奧迪 80 上（除了美國市場之外，這時期所有的奧迪 80 和奧迪 90 車款均統一為奧迪 80 車系），當時奧迪 80 車系除了有四缸引擎，五缸引擎和六缸引擎的動力配置級距，也有轎車、轎跑車和敞篷車等車身風格可供選擇。
五缸引擎很快就被放棄作為主流的引擎選擇；然而，一個具備渦輪增壓和 220 匹馬力的版本被保留了下來。這具引擎一開始被安裝於 1991年的 Audi 200 quattro 20V 車型上，是 Sport Quattro 車型引擎的衍生型號。它也被安裝在名為 Audi S2 的 Audi Coupé 上，並且也安裝於從奧迪100 升級而成的 Audi S4。上述這兩個車型是奧迪S系列高性能汽車研發的開端。

### 車系演進
在1990年代中後期，奧迪採用了包括鋁合金車體結構等多項創新技術。奧迪A2 是在 1999年至2005年之間上市的車款，它是一款很具有未來感的迷你小車，其設計概念源自 Al2 概念車，它擁有許多特色、也讓消費者對鋁合金車體結構重新獲得信心。奧迪A2 是第一款正式上市的鋁合金車體結構量產車。在 A2 當中，奧迪使用了相當節省能源的三缸 TDI 柴油引擎。奧迪A2 具有非常良好的空氣動力學特性，因為它是在風洞實驗室內完成設計的。即便奧迪A2 因為高昂的售價而受到市場批評，而且客觀從銷售數字的角度來看，算不上是成功的車款，但它卻也展現了奧迪是一家擁有先進技術的汽車製造廠牌。奧迪A2 被定位為賓士A Class車系的直接競爭對手，且在歐洲銷量相對較好。然而，A2最終仍在 2005年走入停產，奧迪也決定不立即開發後繼車款。
奧迪下一個重大的車系演進則是發生在 1995年，由奧迪A4 取代了奧迪80。而這個新的命名方式也延伸用於奧迪100，它在小改款之後成為了奧迪A6。這也意味著早期的S4車型變成了 S6，而新一代的S4則是改用奧迪A4作為基礎開發。當時S2已經停產。另一款基於奧迪80 開發的 Audi Cabriolet 敞篷跑車，則是一直持續生產到1999年才停產，並在這之間奧迪也持續對 Audi Cabriolet 引擎進行升級改款。這個時期，與第四代福斯Golf共用底盤的新款掀背車奧迪A3 於 1996年上市；而熱血激情的奧迪TT跑車和敞篷車車款，使用了跟 A3 同樣的底盤作為開發基礎，也緊接著在 1998年首度亮相。
目前所有奧迪車系可用的引擎為 1.4 升、1.6 升和 1.8 升的直列四缸引擎，1.8 升、2.0 升的四缸渦輪增壓引擎，2.6 升和 2.8 升的 V6引擎、2.2 升渦輪增壓五缸引擎和 4.2 升 V8引擎。在 1998年，V6引擎被新的 2.4 升和 2.8 升 30V V6引擎所取代，在馬力，扭矩和換檔順暢度方面，都有了顯著的改善。後來也陸續增加了一些引擎型號，包括用於奧迪A8 的 3.7 升 V8引擎和 6.0 升 W12引擎。

### 當代奧迪公司
奧迪的汽車銷量在2000年後迅速成長，交車到消費者手上的數字從2000年的653,000 輛增加到2008年的1,003,000 輛。銷售額增長最大的地區是東歐（+ 19.3％）、非洲（+ 17.2％）和中東（+ 58.5％）等地。而改革開放之後的中國，也已經成為了一個奧迪汽車銷售的主要市場，在2009年前三季度出廠的705,000 輛汽車中，有108,000 輛是銷往中國市場。奧迪之所以能在中國市場如此受歡迎的其中一個因素是，奧迪曾是中國政府官員採購公務座車的首選廠牌，中國政府採購的官車數量佔了該品牌在中國總銷量的百分之二十。截至2009年底，奧迪的營業利潤為11.7 億歐元（18.5 億美元），成為母公司福斯集團前9 個月營業利潤總數字 15 億歐元的最大來源，而同集團中的其它品牌如賓利（Bentley）和西雅特（SEAT），則帶來了可觀的財務虧損。2011年5月，新款的奧迪A7 和奧迪A3TDI柴油車款為奧迪美國創下了銷售紀錄的歷史新高。2012年5月，奧迪的銷量報告顯示其銷量又增長了 10％。
奧迪在全球共有七個主要的車輛生產基地。其中一些與福斯集團旗下的其它品牌共享。而有些次要的車輛零組件，也會由福斯集團內的其它廠牌的工廠來協助製造供應。
奧迪旗下有兩座最主要的組裝工廠：
- 英戈爾施塔特，由汽車聯盟於1964年所創建，主要負責 A3, A4, A5, Q5 等車款
- 內卡蘇爾姆，於 1969年合併 NSU後取得，主要負責 A4，A6，A7，A8，R8 和所有 RS 車款

奧迪在德國境外的車輛生產廠區：
- 印度奧郎加巴德廠區，自 2006 年起
- 斯洛伐克布拉迪斯拉發廠區，與 福斯、SEAT、Škoda和保時捷共享產能，主要負責Q7和Q8
- 比利時布魯塞爾廠區，於2007 年從福斯收購，先前主要負責 A1，後來改為負責 e-tron
- 中國長春，自1995年起，合资公司一汽奥迪
- 匈牙利傑爾，主要負責TT和A3 Sedan
- 印尼雅加達，自2011年起
- 西班牙馬爾托雷爾，與SEAT和福斯共享產能，主要負責 A1
- 墨西哥普埃布拉，主要負責第二代 Q5

2012年9月，奧迪宣佈在墨西哥普埃布拉建設首座北美生產基地。該廠區於2016年投入運營，負責生產第二代奧迪Q5。
在 2002年到2003年之間，奧迪曾經負責領導奧迪品牌集團（Audi Brand Group），這是福斯集團當時規劃的一個汽車子集團，由奧迪、藍寶堅尼和西雅特（SEAT）共同組成，其核心價值在專注開發運動化車款，專注於高性能產品，欲藉此提升整個奧迪品牌的地位。
2014年1月，奧迪（Audi）與無線充電聯盟（Wireless Power Consortium）在美國消費電子展（CES）上共同承租了一個展位，展示了使用 Qi開源標準介面的行動裝置充電設備。
2016年11月，奧迪表示有意在巴基斯坦建立一個組裝工廠，該公司的當地合作夥伴在喀拉蚩的科朗吉克里克工業園（Korangi Creek Industrial Park）的工廠購置土地。新的廠區計畫預估將花費 3,000 萬美元的投資額。奧迪公司也計畫自 2020年到2025年之間，裁減德國的 9,500 個工作崗位，以便投入電動車和數位化工作。
福斯集團於2020年2月宣布，將根據德國股份公司法律，強制收購剩下在外流通的奧迪公司全部股份（總計佔 0.36％），使奧迪成為福斯集團百分之百持有的全資子公司。此收購自 2020年11月16日生效，自此奧迪正式成為福斯汽車集團的全資子公司。
2021年1月，奧迪公司宣布計畫在 2023年於中國的銷售量要達到每年100萬輛車，而2020年奧迪在中國的銷售數字為726,000 輛。
2022年8月，奥迪宣布将在2026年赛季加入一级方程式锦标赛，以车队形式参赛。

## 科技

### 奧迪人工智慧
奧迪人工智慧（Audi AI）是一套奧迪獨家研發的高級輔助駕駛系統，並希望在將來能發展成為完全自動駕駛系統，但必須先克服各國法規和技術上的障礙才能實現此目標。2017年6月4日，奧迪表示，其新款奧迪A8將可在時速達到每小時 60 公里時使用奧迪人工智慧的完全自動駕駛。與其它廠牌不同的是，駕駛者無需進行安全檢查就可使用此功能（例如：不必每 15 秒觸摸一下方向盤）。因此，奧迪 A8 將成為第一個達成 Level 3 自動駕駛技術的量產車，這也意味著駕駛者可以安全地將注意力從駕駛任務上轉移，譬如：駕駛者可以傳訊息或看電影。奧迪是首家採用 3D 光達系統的汽車製造商，而不僅僅只是使用一般的光學鏡頭和聲納傳感器。

### 車身外殼
奧迪製造百分之百鍍鋅車殼以防止鏽蝕情況發生，這是在 1975年由保時捷發表該工藝技術後，奧迪成為了世界上第一家全面使用這項技術於市售量產車款的品牌。連同其它一系列的保護措施，全車鍍鋅塗層已被證明在防止車輛生鏽方面非常有效。車身防鏽的效果甚至超過了奧迪原本的預估，使得原廠將最初的 10 年防腐蝕穿孔保固延長至目前的 12 年（不生鏽的鋁製車身除外）。

### 車體結構
奧迪在 1990年代中期推出了一系列新車型，並繼續追求創新技術和高性能。當時奧迪提出了全鋁合金打造的汽車，並於 1994年推出了奧迪A8，它使用了鋁合金製的車體結構技術（被稱為 Audi Space Frame 或 ASF），ASF 與傳統的鋼製車架相比，可以大幅減輕車重並提升車身的抗扭轉剛性。在此之前，奧迪曾研發由鋁合金製成的 Type 44 底盤，作為該項技術的試驗平台。鋁合金製框架的缺點是造價和維修非常昂貴，需要專門的鋁製車身修理廠。鋁合金車體結構可以抵銷 quattro 恆時四輪傳動系統所帶來的額外重量，quattro 在奧迪的旗艦車款中幾乎是標準配備。如此一來，奧迪A8 通常是這個級距的豪華轎車中，重量最輕盈的全輪驅動汽車，也使得油耗表現極佳。除了奧迪A8，目前市售車款中，奧迪TT 和奧迪R8 也配備了 ASF 鋁合金車體結構。

### 動力總成

#### 傳動佈局
對於大多數量產車型而言（不包括奧迪A3，奧迪A1 和奧迪TT），奧迪並未採用一般經濟型汽車（例如：寶獅和雪鐵龍）中最常見的「橫置引擎」佈局，因為這可能會限制車輛可以安裝的引擎類型和馬力。為了能夠安裝馬力強大的引擎（例如，早期奧迪 S4 和 奧迪 RS4 採用的 V8引擎，以及奧迪 A8L W12 中的  W12引擎），奧迪通常會在豪華車款中使用「縱向前置引擎」的設計，並將引擎擺放在懸垂（Overhung）位置：前軸的前輪上方。這種佈局可以追溯到 1950年代的 DKW 和汽車聯盟（Auto Union）轎車。雖然這樣的配置方便於採用全輪驅動系統，但與理想的前後 50:50 車重分配比卻背道而馳。
奧迪在進入福斯集團後所推出車款中，與其它兩個主要競爭對手賓士和寶馬所偏愛的傳統後輪驅動佈局不同，奧迪（Audi）堅決採用前輪驅動或 quattro 恆時四輪傳動系統。與賓士或 BMW 相比，奧迪在美國的大多數旗艦車款上均標配 quattro 恆時智慧四輪傳動系統（只有入門級車款可以選擇前輪驅動）；並且幾乎所有奧迪車系都有 quattro 四輪傳動系統的版本可作為選項。BMW 直到 2010年的 7 系列和 2011年的 BMW 5 系列，才開始在其 V8 引擎車款上提供全輪驅動選擇（與 BMW 跨界 SUV 相反），反觀自 1990年代起，奧迪A8 就已經提供了全輪驅動系統。而奧迪的高性能版本，奧迪 S 和 RS 車款也都是標配 quattro 四輪傳動系統，與 BMW M 系列和賓士 AMG 不同，後兩者的車款都只提供後輪驅動選擇（儘管雙 B 的性能跨界休旅車是採用全輪驅動系統的）。
奧迪也將 quattro 商標應用於奧迪A3 和奧迪TT 等車型的四驅版本，但這些車型不像早期的奧迪 quattro 車款都是使用基於 Torsen 機械式差速器開發的四驅系統，而是和奧迪R8以及藍寶堅尼Huracán一樣，都是使用 Haldex Traction 電子式差速器所開發出來的四驅系統。

#### 引擎
在 1972年和 1974年分別推出 Audi 80 和 Audi 50 之前，奧迪主導了直列四缸引擎系列 EA111 和 EA827 的開發案。這兩款新的動力裝置為母公司福斯集團的水冷式引擎技術提供了很大的支援，被運用在福斯汽車的 Polo，Golf，Passat 和 Scirocco 等車款中。直到今天，依然有許多這兩款引擎原型所衍生的後繼引擎型號，被廣泛運用於福斯集團的當代車款之中。
1980年代，奧迪（Audi）和富豪汽車（Volvo）兩個廠牌都是研發直列五缸引擎（2.1 / 2.2 公升）的佼佼者，它具有比傳統直列六缸引擎更耐用的優勢。直列五缸引擎不僅使用於量產車，還被運用在賽車中。2.1 升的直列五缸引擎在 1980年代被當作拉力賽賽車的根基，經過改裝後可提供超過 400 匹馬力。1990年之前，已經開發出排氣量在 2.0 升至 2.3 升之間的五缸引擎，兼具了引擎燃油效率和馬力。
運用在奧迪A8 這款當家豪華旗艦轎車上的 Audi A8L W12 引擎，是改良自福斯集團的 W12 引擎，而不是使用和競爭對手賓士和寶馬偏愛的傳統 V12引擎。W12引擎（也稱為 WR12）的配置是透過以 72°的角度形成兩個假想的窄角度 15° VR6 引擎而設計的，每組氣缸的窄角度允許兩個頂置凸輪軸來驅動每個活塞，所以總共只需要四組。W12 引擎的優勢在於它較小的體積，這讓奧迪可以製造出配備 quattro 恆時四輪傳動的 12 缸轎車，而傳統的 V12 引擎只適合開發後輪驅動車輛，因為 V12 讓引擎室已經沒有多餘空間可供驅動前輪的差速器或其它組件使用。實際上，奧迪 A8L W12 的 6.0 公升 W12 引擎整體尺寸還小於奧迪 A8 4.2 公升所使用的 V8引擎。2011年的奧迪A8 首次發表了優化後的 6.3 升 W12（WR12）引擎，能提供 490 匹馬力。

#### 汽油缸內直噴技術
奧迪用新的汽油缸內直噴技術（FSI）引擎取代過時的 1.8 升引擎，現在幾乎所有奧迪車款的燃油引擎都已經採用了這種節省燃料的科技。

#### 直接換擋變速箱
福斯集團在 2003年推出了直接換擋變速箱（DSG），這是一種雙離合變速箱，也是一種自動變速箱，可以像傳統的變矩器自動變速箱一樣操作。 基於 Group B S1 的變速箱，這套變速系統包括了雙電液控制離合器，而不是扭矩轉換器。在奧迪A3、奧迪A4 和奧迪TT 等採用雙離合變速箱的車型中，直接換擋變速箱（DSG）被稱為 S-Tronic。

### LED 日行燈
從 2005年開始，奧迪開始在市售車款中採用白色 LED 技術作為日行燈（DRL）。奧迪日行燈的獨特形狀已形成一種品牌識別標誌。LED 日行燈首次出現在奧迪A8 W12 車款，這是世界上第一款具有 LED 日行燈的量產車，隨後擴及至整個奧迪旗下所有車款。LED 日行燈經常出現在奧迪的廣告中。
自 2010年以來，奧迪還進一步推出了 LED 近光和遠光頭燈技術。

### 多媒體介面
從 2003年的奧迪A8 開始，奧迪的車載資訊娛樂系統使用了集中式的控制界面，稱為 MMI 多媒體界面（Multi Media Interface）。它是透過一個可旋轉的控制鈕和幾個選單按鈕，結合一個數位化螢幕，就可以控制所有車載娛樂設備（收音機，CD 播放器，iPod，電視頻道），衛星導航，加熱和通風以及其它車輛功能設定。
2011年第三代奧迪A3推出之後，目前所有奧迪的市售車款幾乎都已經配備了 MMI 多媒體資訊系統。因為它大幅簡化了中控台的按鈕數量，加上直覺式的操作，以及搭配少數整合在中控台和方向盤上的快捷鍵，車主普遍給予這套系統良好的評價。

### 合成燃料
奧迪協助研發從水和二氧化碳生產合成柴油。奧迪稱之為的柴油為 E-diesel。除此之外，奧迪也投入研究合成汽油（稱為 E-gasoline）。

### 裝配後勤
奧迪車輛在組裝的過程中，使用電子掃描手套進行零件校對和確認，並且採用自動化機器人協助生產。

## 車型

### 一般市售車款
下表列出截至目前，市場上正在銷售的奧迪量產車：
| A1 |  | Supermini             | - Sportback (5-door hatchback)                                             |
| A3 |  | Small family car      | - Saloon (sedan) - Sportback (5-door hatchback)                            |
| A5 |  | Compact executive car | - Saloon (sedan) - Avant (estate/wagon)                                    |
| A6 |  | Executive car         | - Saloon (sedan) - Avant (estate/wagon) - Allroad (crossover estate/wagon) |
| A7 |  | Executive Car         | - Sportback (5-door hatchback)                                             |
| A8 |  | Full-size luxury car  | - Saloon (sedan)                                                           |

SUV & CUV
- 奧迪Q2
- 奥迪Q3
- 奥迪Q5
- 奥迪Q6 (中國現定）
- 奥迪Q7
- 奥迪Q8

### S 和 RS 車系
S 車系
- 奧迪S1
- 奧迪S3
- 奧迪S5
- 奧迪S6
- 奧迪S7
- 奧迪S8
- 奧迪SQ2
- 奧迪SQ3
- 奧迪SQ5
- 奧迪SQ7
- 奧迪SQ8

RS 車系
- 奧迪RS3 Sportback／Sedan
- 奧迪RS6 Avant
- 奧迪RS7 Sportback
- 奧迪RS Q3
- 奧迪RS Q8

### 電動車款
- 奧迪Q8 e-tron
- 奧迪Q8 e-tron Sportback
- 奧迪e-tron GT quattro
- 奧迪RS e-tron GT
- 奧迪Q4 e-tron
- 奧迪Q4 e-tron Sportsback
- 奧迪Q6 e-tron
- 奧迪Q6 e-tron Sportsback
- 奧迪A6 e-tron

### 自動駕駛車款
2018年12月，奧迪宣布對電動自動駕駛汽車投資 140 億歐元（159 億美元）研發經費。

## 賽車運動
奧迪參加了各種形式的賽車運動（Motorsports）。奧迪積極投入賽車運動的傳統可追溯到1930年代的前身：汽車聯盟（Auto Union）。在1990年代，奧迪（Audi）於北美巡迴賽取得成功之後，也在超級房車賽類別中都獲得了勝利。

### 拉力賽
1980年，奧迪發布了的奧迪Quattro賽車，這是一款採用四輪驅動（4WD）和渦輪增壓技術的賽車，後來它在拉力賽以及各種賽事中接連取勝。它被認為是有史以來最重要的拉力賽車之一，因為它是最早使用四輪傳動系統的賽車，並且使賽事主辦單位後來為四輪傳動賽車修改了規則。在此之前，許多賽車評論員都曾懷疑四輪驅動賽車的可行性，認為四輪傳動將增加車身的重量且徒增機械結構複雜性。但奧迪Quattro卻跌破眾人眼鏡，成為一部成功的賽車，也讓拉力賽車界意識到四輪驅動技術將成為越野拉力賽的未來。奧迪Quattro在世界拉力錦標賽（WRC）取得了巨大的成功。它不僅讓駕駛的賽車手贏得了1983年（Hannu Mikkola）和1984年（Stig Blomqvist）的冠軍車手頭銜，並使奧迪在1982年和1984年贏得了冠軍廠牌的頭銜。
1984年，奧迪推出了短軸距的 Sport Quattro，這部賽車在蒙特卡洛拉力賽和瑞典拉力賽中獨占鰲頭，讓奧迪佔據了所有領獎台，但是在 WRC 冠軍爭奪戰中卻未能取勝。到了1984年，在又一個陷入泥潦的平庸的賽季之後，沃爾特·羅爾（Walter Röhrl）駕駛 Sport Quattro S1 幫助奧迪贏得廠牌積分排行榜的第二名。同年，奧迪在香港與北京的拉力賽中也贏得了數場勝利。米歇爾·穆頓（Michèle Mouton）是唯一曾經贏得世界拉力錦標賽冠軍的女車手，她駕駛Sport Quattro S1（簡稱為 S1）參加了派克峰國際爬山賽。這場總長 1,439 公尺的比賽讓車手和汽車行駛於位在科羅拉多州海拔 4,320 公尺的派克峰的山頂。1985年，米歇爾·穆頓（Michèle Mouton）寫下 11：25.39 的新紀錄，成為了史上第一位留下派克峰紀錄的女子。1986年，奧迪正式退出國際拉力賽，因為在葡萄牙一名駕駛福特 RS200 的車手約翰·桑托斯（Joaquim Santos）引發了一場嚴重的事故，桑托斯在轉彎時為了避免撞到闖入賽道的觀眾，導致車輛失控偏離賽道撞入路旁圍觀群眾中，造成 3 人死亡，30 人受傷。然而鮑比·昂瑟（Bobby Unser）在同年使用奧迪（Audi）賽車在派克峰國際爬山賽創下了 11：09.22 的新紀錄。
1987年，沃爾特·羅爾（Walter Röhrl）宣稱他為奧迪奪得了拉力賽冠軍頭銜，他駕駛奧迪 S1 寫下了驚人的 10：47.85 派克峰國際爬坡新紀錄，雖然他兩年前已從 WRC 退役。這輛奧迪 S1 採用了奧迪經過長時間實驗的直列五缸渦輪增壓引擎，其最終版本可產生 441千瓦（591 匹馬力）的功率。這具引擎與六速變速箱搭配，並使用奧迪著名的 quattro 恆時四輪傳動系統。當時所有奧迪旗下頂尖賽車手都曾駕駛這輛 S1 參賽：Hannu Mikkola、Stig Blomqvist、Walter Röhrl 和 Michèle Mouton。這款奧迪 S1 也開啟了奧迪「S 系列」車款的開發，S 車系是奧迪一般市售車款的性能升級版。

### 進軍美國
當奧迪不再參加拉力賽而進入一般賽道比賽時，他們選擇於1988年藉由 Trans-Am 賽事初次進軍美國。
1989年，奧迪進一步用 Audi 90 車款進軍美國 IMSA（International Motor Sports Association）GT 賽事，由於奧迪缺席了兩場重要的耐力賽：Daytona 和 Sebring，所以即便在多場賽事中接連告捷獲勝，但最終還是無法取得冠軍獎盃。

### 房車賽
1990年，透過傑出的賽事成績，完成了奧迪在北美地區地區推廣品牌知名度的目標後，奧迪將賽車重心移回到了歐洲，先是以奧迪V8投入德國房車大師賽（DTM）系列賽事，接著在1993年由於不願投入新的方程式賽車，奧迪將注意力轉向了快速成長的超級房車賽（Super Touring）系列賽，並且獲得了多次全國錦標賽冠軍。奧迪首先參加了法國超級房車賽（French Supertourisme）和意大利超級房車賽（Italian Superturismo）。隔年，奧迪改征戰德國超級圖倫瓦根盃（STW），緊接著在後一年又參賽英國房車錦標賽（BTCC），奧迪這些賽事中接連奪下冠軍寶座。
國際汽車聯盟（FIA）在1998年基於難以規範奧迪的 quattro 智慧型恆時四輪傳動系統，導致其他同場競爭對手根本毫無勝算為由，最終禁止了所有四輪驅動賽車參加系列賽。但那時，奧迪幾乎將所有心力都投注於賽車運動。
到了2000年，奧迪在美國仍透過經銷商和 Champion Racing 車隊使用 Audi RS4 參加SCCA 極速世界挑戰賽 (SCCA Speed World GT Challenge)，與雪佛蘭科爾維特（Chevrolet Corvette）、道奇毒蛇（Vipers）等知名跑車，以及較小一號的 BMW 車款同場競賽，這是少數允許使用四輪驅動系統的系列賽之一。2003年，Champion Racing 車隊使用了 Audi RS6 參賽，quattro 智慧型恆時四輪傳動系統再一次取得了優異的賽道成績，Champion Audi 獲得了冠軍。他們於 2004年回到賽道捍衛自己的頭銜，但新參賽的凱迪拉克（Cadillac）和新款歐米茄（Omega）底盤 CTS-V，讓奧迪車隊幾乎到手的獎金飛了。在取得連續四場勝利之後，奧迪車隊接到了主辦單位幾項不利的制裁，這些改變嚴重影響了參賽車輛的性能。譬如，要求增加負載重量，Champion Audi 被要求更換不同的輪胎，並降低了渦輪增壓的加壓力等等。
2004年，經過多年與 TT-R 在德國房車大師賽（DTM）系列賽的競爭，私家車隊 Abt Racing 車手 Christian Abt 與 LaurentAïello 一起獲得了2002年冠軍，奧迪作為的賽車運動技援車廠返回了賽車界，支持 Joest Racing 這兩支車隊以奧迪A4參賽 DTM。

### 利曼24小時耐力賽
奧迪於 1999年開始研發賽車原型跑車，並在利曼24小時耐力賽上首次亮相。在第一個賽季就研發出了兩款賽車原型並投入比賽：Audi R8R（開放式座艙敞篷跑車原型）和 Audi R8C（封閉式座艙雙門跑車／GT 原型）。R8R 在利曼賽車（Le Mans）比賽中首次登場便站上了領獎台，並且在 2000年的賽事中獲得持續投入研發，因為當時的賽事規範對於開放式座艙車款較為有利。
然而，大多數競爭對手（如寶馬，豐田，賓士和日產）都於1999年底退賽。由奧迪冠名贊助的車隊 Joest Racing 在 2000年到2002年之間憑藉著 Audi R8 賽車連續獲得三屆冠軍，並且以首次參賽之姿就贏得美國利曼系列賽的所有比賽。奧迪也販售他們 R8 賽車給 Champion Racing 等專業車隊使用。
2003年，和奧迪同屬福斯集團的賓利採用奧迪開發的賽車引擎打造了兩部 Bentley Speed 8，並且向奧迪借將由 Joest 車隊的賽車手來駕駛這兩部賽車，參加了 GTP 級別賽事，最終贏得了前兩名；而向奧迪採購 R8 賽車的 Champion Racing 車隊則獲得了總成績排行第三名，LMP900 級別的第一名。奧迪在 2004年的比賽中回到了冠軍的領獎台，前三名的賽車手全部都是駕駛 Audi R8：第一名 Audi Sport Japan Team Goh、第二名 Audi Sport UK Veloqx 和第三名 Champion Racing。
2005年的利曼24小時耐力賽中，Champion Racing 車隊使用了兩部 Audi R8 賽車參賽，以及另一支 Audi PlayStation Team - Oreca 車隊也使用一部 Audi R8 賽車參賽。與較新的 LMP1 規範相比，Audi R8（按照舊的 LMP900 規定打造）有較窄的進氣口過濾器，較低的引擎功率，並多出了 50 公斤的重量。與 Judd 引擎新開發的 Pescarolo 車隊賽車相比，Audi R8 平均速度降低了 2 至 3 秒。但憑藉著出色的車手和經驗豐富的團隊，兩輛 Champion 車隊所駕駛的 Audi R8 賽車，分別獲得了第一和第三名，而 Oreca 車隊則獲得了第四名。Champion 車隊也是自 1967年福特 GT 車隊贏得利曼賽事後，再次取勝的美國車隊。這年也結束了 Audi R8 作為奧迪主力利曼賽車的漫長時代。奧迪在 2006年推出了 Audi R8 賽車的後繼車款，命名為 Audi R10 TDI。
R10 TDI 採用了許多新的創新功能，其中最引人注目的是雙渦輪增壓直噴柴油引擎。它在 2006年12月的賽百靈12小時耐力賽中首次登場比賽，為 2006年的利曼24小時耐力賽做準備，後來也順利贏得了勝利。在賽百靈12小時耐力賽的獲勝，是奧迪第一場以柴油引擎賽車贏得的賽事（由於 ACO 法規偏愛柴油引擎，因此該車使用柴油引擎開發）。Audi R10 TDI 不僅在 2006年贏得了利曼24小時耐力賽的冠軍，還於 2007年與 2008年擊敗了寶獅（Peugeot）908 HDi FAP，更在 2010年憑藉 Audi R15 TDI Plus 賽車打破了賽道紀錄，站上頒獎台。在此之前，利曼賽道的紀錄是由保時捷的 Porsche 917K 於 1971年所創下。
Audi R18 賽車在 2011年利曼24小時耐力賽的獲勝，延續了奧迪在賽車運動上的成功。Audi Sport Team Joest 車隊的賽車手 Benoît Tréluyer 為奧迪拿下了首次的頭位（Pole Position），這個位置五年來都被這個車隊的另一輛賽車所佔據。比賽初期的一些事故和失誤，使得奧迪參賽的三輛賽車損失了兩輛，但特雷呂耶（Tréluyer）、馬塞爾·法斯勒（Marcel Fässler）和安德烈·洛特爾三人組，用僅存的一輛 Audi R18 TDI 打敗了寶獅（Peugeot）908 賽車，以 13.8 秒的差距奪下了冠軍。

### 美國利曼系列賽
2000年，奧迪透過招募 Joest Racing 車隊車手共組 Audi Sport North America 廠牌車隊來參加美國利曼系列賽事。這是一次成功的合作，奧迪車隊在 2000年12月的賽百靈 12 小時耐力賽中首次亮相就取勝。在 2000年至 2002年賽季期間，車廠提供的奧迪R8 賽車在 ALMS 中所向披靡，贏得了 25 場勝利。2003年，奧迪除了出售賽車給顧客車隊 Champion Racing，同時也繼續以先前的 Audi Sport North America 車隊參賽。Champion Racing 車隊作為駕駛 Audi R8 當作主力賽車的私人車隊，贏得了許多場勝利。Champion Racing 車隊最終也取代了 Joest Racing 車隊，在 2006年到 2008年之間，成為了享有冠名 Audi Sport North America 權利的車隊。自 2009年以來，奧迪便一直沒有完整地參加美國利曼系列錦標賽，而是只參加在賽百靈的開幕賽，將這場 12 小時的賽事作為利曼24小時耐力賽的熱身賽，以及 2012年世界耐力錦標賽（World Endurance Championship）的部分賽程。

### 歐洲利曼系列賽
奧迪參加了 2003年的利曼一千公里賽（2003 1000 km of Le Mans），這是為了參加 2004年歐洲利曼系列賽做準備的一次性參賽。廠牌車隊 Audi Sport UK 在 2004年賽季贏得了許多場比賽並且在最終奪冠，但卻無法與同年在美國利曼系列賽由 Audi Sport North America 所創下的空前盛況相提並論。

### 世界耐力錦標賽

#### 2012
2012年 FIA 批准了由西方汽車俱樂部（ACO）主辦首屆世界耐力錦標賽（World Endurance Championship），以接替停辦的利曼洲際杯（ILMC）。奧迪贏得了在賽百靈（Sebring）舉行的首屆 WEC 比賽，此後又連續三連勝，包括 2012年利曼24小時耐力賽。奧迪在 2012年巴林 WEC 比賽中獲得了最後的 5 場勝利，並且贏得首屆 WEC 廠牌冠軍。

#### 2013
作為衛冕冠軍，奧迪再次以 Audi R18 e-tron quattro 參與 2013年世界耐力錦標賽（WEC），奧迪車隊贏得了連續五場比賽，包括 2013年的利曼24小時耐力賽。美洲賽道（Circuit of the Americas）第五回合的勝利具有一個特別重要的意義，因為是奧迪以利曼原型車獲得的第 100 場勝利。奧迪（Audi）在紅旗富士比賽中獲得第二名和取得半分之後，在第六回合中拿下連續第二次 WEC 年度汽車廠牌冠軍。

#### 2014
在2014年賽季，奧迪以重新設計和升級的 R18 e-tron quattro 參賽，這輛賽車配備了能源回收系統。作為衛冕冠軍，奧迪在利曼原型車（LMP1）賽事面臨來自豐田汽車以及新加入戰局的保時捷挑戰，保時捷在缺席 16 年後重返利曼賽。本屆於銀石賽道（6hrs of Silverstone）展開賽季，但這場比賽對奧迪來說簡直是一場災難，奧迪的兩部參賽車輛都因為事故而被迫退出比賽，使得奧迪汽車第一次在世界耐力錦標賽中未能站上領獎台。

### 電動方程式
奧迪在電動方程式（Formula E）賽事中為 Abt Sportsline 車隊提供技術和後勤支援，該車隊在 2014-15 賽季 E 賽季改以 Audi Sport Abt Formula E 車隊的名義參賽。2014年2月13日，車隊宣布其賽車手陣容為 Daniel Abt 和世界耐力錦標賽冠軍車手盧卡斯·迪·格拉西（Lucas di Grassi）。2017-18赛季，车队赢得该赛季的车队总冠军。2020年11月，奥迪宣布将在2020-21年赛季结束后离开电动方程式赛事。不过2021-22赛季仍会向客户车队提供动力总成。

### 一級方程式賽車
一級方程式賽車（Formula 1）一直試圖與奧迪建立連結，但由於奧迪公司認為 F1 所使用的技術無法運用於一般道路用車款而拒絕。但由於近年混合動力技術已被開放應用於 F1 賽事中，這改變了奧迪公司高層的觀點，並鼓勵目前在奧迪任職的前法拉利車隊負責人斯蒂法諾·多梅尼卡利（Stefano Domenicali）對於奧迪投入 F1 賽事進行研究。
2022年8月，奥迪确认将在2026年作为参赛车队加入一级方程式锦标赛。同年10月，奥迪确认将通过收购索伯车队的方案进入F1；奥迪将研发采用自家的动力单元。2023年1月，索伯确认奥迪已购入瑞士公司少部分股份，作为收购的准备工作之一。此外曾在宝马索伯时期在车队任职过并有在同为大众旗下的保时捷运动部门担任过要职经历的安德烈亚斯·塞德尔在2022年12月加入了索伯集团，担任首席执行官。他此前是一级方程式迈凯伦车队的领队。

## 奧迪旗下子公司
以下為奧迪集團（Audi Group）旗下子公司。
- Audi Sport，原名 quattro GmbH，於 2016年改組為 Audi Sport GmbH，是奧迪旗下專門研發製造高性能車款的子公司。
- 藍寶堅尼（Lamborghini），奧迪在 1998年從東南亞財團手中收購的義大利超級跑車品牌，現為 Audi AG 全資子公司。
- 義大利設計-喬治亞羅公司（Italdesign Giugiaro），以義大利 Moncalieri 為據點的全球知名跑車設計公司，於 2010年成為 Audi AG 全資子公司。
- 杜卡迪（Ducati），全球知名的高級摩托車製造商，在 2012年正式成為 Audi AG 全資子公司。
- 賓利（Bentley），源於英國的豪華汽車和豪華旅行車製造商，於 1998年被福斯集團收購；直至 2021年3月起成為 Audi AG 子公司。

## 延伸阅读
- Clarke, R.M., ed. (1986). On Audi & Auto Union 1952-1980. Road & Track Series. Cobham, Surrey, UK: Brooklands Books. ISBN 0948207876.
- ——————, ed. (1986). On Audi & Auto Union 1980-1986. Road & Track Series. Cobham, Surrey, UK: Brooklands Books. ISBN 0948207884.
- Oswald, Werner (2001). Deutsche Autos [German Cars] (in German). Vol. Band [Volume] 2: 1920–1945. Stuttgart: Motorbuch Verlag. ISBN 3613021706.

## 外部連結
- 奧迪全球官網 （页面存档备份，存于）